# Karl-Friedrich Haas
Pour les articles homonymes, voir Haas.
Karl-Friedrich Haas, né le 28 juillet 1931 à Berlin et mort le 12 août 2021 à Nuremberg, est un athlète allemand, spécialiste du 200m et du 400m qui a remporté une médaille d'argent lors des Jeux olympiques d'été de 1952 avec l'équipe d'Allemagne et une médaille de bronze lors des Jeux olympiques d'été de 1956 avec l'Equipe unifiée d'Allemagne.

## Biographie
Il commence au FC Nüremberg, où il a grandi. Il participe à sa première compétition en 1947, avec les baskets de son père.
Il participe aux Jeux olympiques d'été de 1952 et 1956.
En 1957, il reçoit le prix Rudolf Harbig.
Il met un terme à sa carrière sportive en 1964.
En 1958, il obtient son diplôme d'ingénieur à l'université technique de Munich. Il est ensuite employé par Siemens et a travaillé dans de nombreux pays du monde dans la construction de centrales électriques. Il prend sa retraite en 1995.
Marié en 1956 à Maria Sturm (elle-même sportive, heptatlonienne), ils ont un fils, Christian Haas, né en 1958 et médaillé de bronze lors des Championnats d'Europe d'athlétisme 1982 à Athènes avec le relais 4 × 100 m de l'équipe de RFA.

## Jeux olympiques d'été de 1952à Helsinki
Lors de ces jeux, alors que l'Allemagne fait sa réapparition aux Jeux olympiques après une absence de 16 ans, Karl-Friedrich Haas remporte la médaille de bronze du relais 4 × 400 m avec ses coéquipiers Günther Steines, Hans Geister, Heinz Ulzheimer avec un temps de 3 min 06 s 6 (les vainqueurs étant les jamaïcains avec un temps de 3 min 03 s 9 suivis des américains avec un temps de 3 min 04 s)
Karl-Friedrich Haas termine 4e du 400 m individuel.

## Jeux olympiques d'été de 1956à Melbourne
Karl-Friedrich Haas termine 2e et remporte la médaille d'argent dans l'épreuve du 400 m individuel en 46 s 8, à un dixième du vainqueur, l'américain Charlie Jenkins et devant le soviétique  Ardalion Ignatyev et le finlandais Voitto Hellsten, tous deux crédités d'un temps de 47 s.
Il ne parvient pas à obtenir une médaille lors du relais du 4 × 400 m, lui et ses coéquipiers terminant à la 4e place.
Lors de ces jeux, il a également participé à l'épreuve du 200 mètres, où il a été éliminé en demi-finale avec une 5e place.

## Sources
- (de) Cet article est partiellement ou en totalité issu de l’article de Wikipédia en allemand intitulé « Karl-Friedrich Haas (Leichtathlet) » (voir la liste des auteurs).